# Egídio Landolfi
Egídio Landolfi (Mato Grosso del Sur, 20 de enero de 1928-1998) fue un futbolista y entrenador brasileño. Ostenta el récord de ser el segundo entrenador que más veces ha dirigido a Cerro Porteño en la historia (154), solo por detrás de Francisco Arce (222).

## Trayectoria

### Como jugador
Su juego impetuoso y eficiente lo convirtió en ídolo de la afición del Botafogo, iniciando su carrera en el club en 1946 y consagrándose campeón del Campeonato Carioca dos años después. Incluso fue convocado a la selección brasileña, aunque fue descartado posteriormente. Jugó en el Fluminense y el America, y terminó su carrera en Portuguesa. Landolfi quedó marcado en la historia del Fogão por haber sido el primer jugador en usar la camiseta número 7 del equipo, ya que la numeración en las camisetas comenzó precisamente en 1948. Años después, este número sería fuente de inspiración para otros grandes jugadores del club, como Garrincha, Jairzinho, Túlio Maravilha, entre otros.

### Como entrenador
Landolfi también fue entrenador de fútbol. De hecho, dirigió al propio Botafogo en el primer Campeonato Brasileño de Serie A organizado por la CBF en 1971, donde el club terminó en tercer lugar. Tuvo cinco períodos como entrenador de Cerro Porteño, durante los años 1967-1969, 1974, 1976 y dos veces en 1980. Fue por décadas el entrenador que más partidos ha disputado con Cerro Porteño , hasta que lo superó el exlateral derecho paraguayo Francisco Arce.

## Palmarés

### Como jugador

#### Títulos regionales
| Título             | Club     | País   | Año  |
| ------------------ | -------- | ------ | ---- |
| Campeonato Carioca | Botafogo | Brasil | 1948 |